# The Best Of — Dvoje
The Best Of — Двоје је четврти студијски албум српске музичке групе Неверне бебе. Албум је објављен 2004. године за издавачку кућу RTV BK Telecom, а био је доступан на компакт-диску и на аудио-касети.

## Списак песама
| №               | Назив                      | Трајање |  |
| 1.              | Кажи где је љубав          | 6:28    |  |
| 2.              | Велики је Бог              | 4:17    |  |
| 3.              | На путу за њу              | 4:06    |  |
| 4.              | Тужна песма                | 4:48    |  |
| 5.              | Купите даире               | 5:51    |  |
| 6.              | Киша                       | 3:04    |  |
| 7.              | Како да кажем да је готово | 6:09    |  |
| 8.              | Кажи где смо               | 3:47    |  |
| 9.              | За 1000 година             | 6:27    |  |
| 10.             | Балкан — јужно од среће    | 4:19    |  |
| 11.             | Дабогда лажем              | 4:21    |  |
| 12.             | Сад сам странац            | 7:22    |  |
| 13.             | Двоје                      | 4:07    |  |
| Укупно трајање: | Укупно трајање:            | 65:06   |  |

## Музичари
- Неверне бебе:
  - Милан Ђурђевић — клавир, клавијатуре, вокал
  - Јана Шуштершич — вокал
  - Јелена Пудар — вокал
  - Владан Ђурђевић — бас-гитара
  - Саша Ранђеловић — гитаре
  - Душан Иванишевић — бубањ
- Гости:
  - Јелена Драгнић — виолина
  - Ксенија Куљача — вокал
  - Теута Аслани — вокал
  - Владимир Ружичић Кебац — удараљке
  - Горан Маринковић — бубањ[1]

## Остале заслуге
- Милан Ђурђевић — продуцент, фотографије
- Александра Стојановић — тонски сниматељ, копродуцент
- Зоран Шћекић Шћека — асистент тонског сниматеља
- Владан Обрадовић — фотографије
- Зорица Обрадовић — фотографије[1]